# Toni Forster
Anton „Toni“ Forster (* 20. Juli 1957 in Immenstadt) ist ein ehemaliger deutscher Eishockeyspieler. Forsters Brüder Helmut und Erwin waren ebenfalls Eishockeyspieler in der Bundesliga.

## Karriere
Mit sechs Jahren fing er mit dem Schlittschuhlaufen in der Bambini-Mannschaft des EV Füssen an. Da sich relativ schnell herausstellte, dass er Talent hat, blieb er im Verein und spielte als Verteidiger in allen Nachwuchsmannschaften. 1976 kam er dann in die 1. Mannschaft des EV Füssen und spielte dort fünf Jahre in der 1. Bundesliga.
Mit seinem damaligen Trainer Heinz Weisenbach wechselte er schließlich zum Kölner EC, wo er vier Jahre spielte. 1984 wurde er als Kapitän des KEC Deutscher Meister. Danach führte sein Weg in die bayerische Heimat zurück, zum ESV Kaufbeuren. Nach einem Jahr wechselte er 1985 dann nach Hessen. Eintracht Frankfurt spielte zu diesem Zeitpunkt in der 2. Bundesliga. In diesem Jahr in Frankfurt stieg Toni Forster mit seiner Mannschaft und wieder als Kapitän in die 1. Bundesliga auf und spielte dort fünf Jahre als Verteidiger. Im Jahr 1990 wechselte er für ein Jahr zum EC Limburg. 1991 war er an der Gründung eines neuen Vereins, des Frankfurter ESC, beteiligt und stellte eine neue Mannschaft aus ehemaligen Weggefährten und Frankfurter Spielern zusammen. Er selbst war als Spieler und Trainer von 1991 bis 1993 tätig und konnte zwei Aufstiege als Regional- und Oberligameister feiern, bevor er dann 1993 seine aktive Laufbahn als Spieler beendete. 
Forster nahm an 586 Spielen teil, erzielte 170 Tore und gab 343 Vorlagen.
Nach seiner sportlichen Karriere blieb Toni Forster dem Eishockey in Frankfurt verbunden. Er wechselte beruflich in den Einzelhandel im Eishockeysport und arbeitete zunächst bei der Firma Sport Berntheusel. 2006 übernahm er das Geschäft in der Eissporthalle Frankfurt. Toni Forster unterstützte unter anderem den Verein der Frankfurt Lions und Young Lions.  Der Hockeyshop Forster ist heute einer der größten Eishockey- und Inlinehockey-Fachhändler im Rhein-Main-Gebiet.

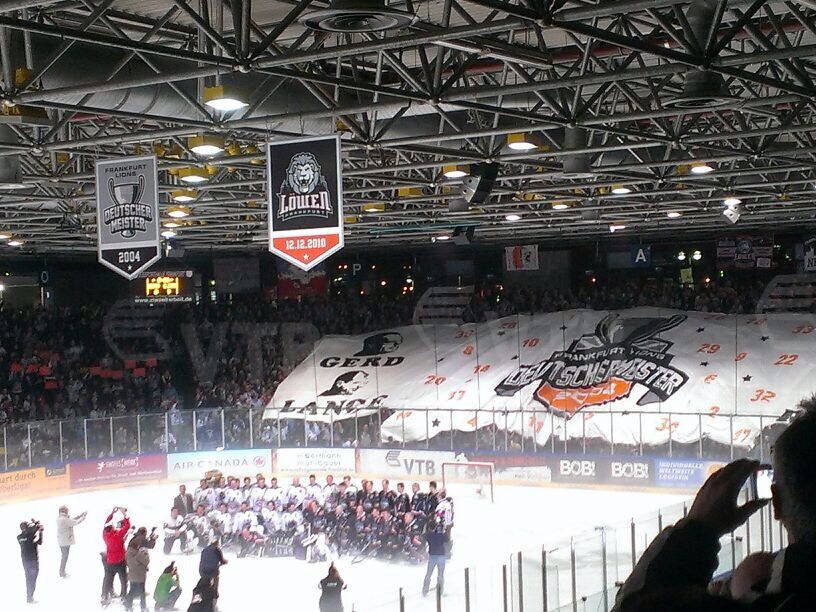
Spiel der Legenden (2014)

Im Februar 2014 nahm Toni Forster an dem Spiel der Legenden teil. Das Event fand vor einer ausverkauften Frankfurter Eissporthalle mit 7000 Fans statt. Dort traf die Frankfurter Meistermannschaft von 2004 auf eine Allstar Truppe aus vergangenen Jahren aufeinander. Ein entsprechendes Rahmenprogramm für jeden einzelnen Spieler, sowie das Aufhängen der Trikots alter Legenden (Trevor Erhardt, Ian Gordon, Jason Young, Patrick Lebeau und Michael Bresagk) unter dem Hallendach, machen diesen Tag für das Frankfurter Eishockey unvergessen. Forster nahm als ältester Spieler mit 57 Jahren teil.